# Ducumo da Bulgária

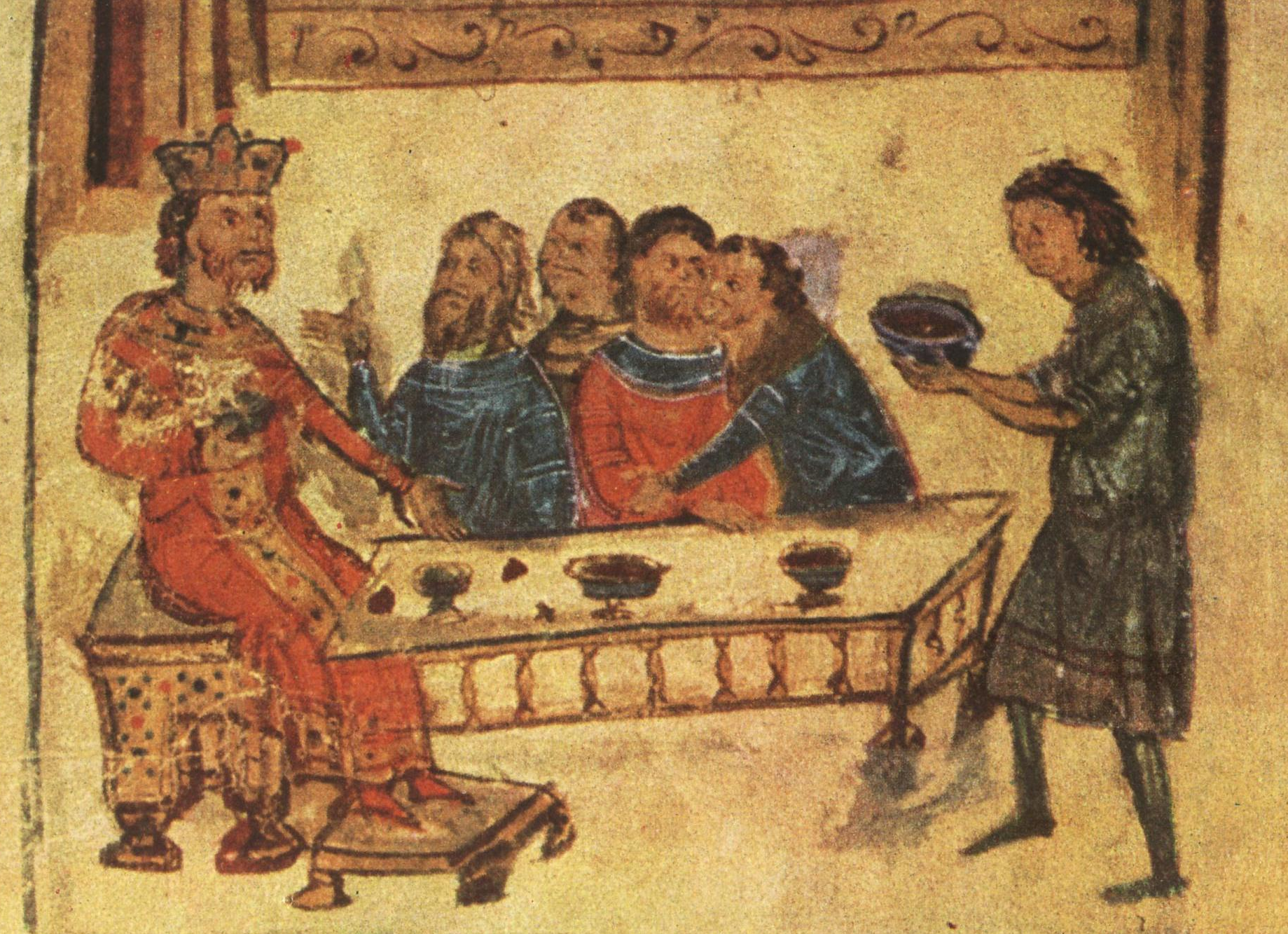
Servo traz a cabeça de Nicéforo I como taça para Crum. Iluminura da Crônica de Manasses

Ducumo (em grego medieval: Δούκουμος) foi nobre búlgaro do século IX. Segundo as fontes, tornou-se cã brevemente em sucessão de Crum (r. 803–814). Foi um relevante general e participou nas expedições de seu irmão contra o Império Bizantino, vindo a sucedê-lo após sua morte.

## Vida
Ducumo era irmão de Crum. Para Teófanes, o Confessor, em 813, durante sua campanha contra o Império Bizantino, Crum confiou-lhe a missão de cercar Adrianópolis enquanto marchava contra Constantinopla. Ducumo aparece em 3 inscrições como representante e confidente do cã e comandante-em-chefe do exército búlgaro. Ele sucedeu seu irmão como monarca, mas morreu logo após sua ascensão, sendo sucedido por Ditzeugo, que era seu irmão mais novo ou sobrinho.